# 江戸ベルト
江戸ベルト（えどベルト）は、吉本興業東京本社に所属した日本のお笑いコンビ。NSC東京校28期。

## メンバー
キタムラタクロー（1993年5月29日 - ）（32歳）
ツッコミ担当。
本名、北村 拓郎（きたむら たくろう）。身長170 cm、体重63 kg。血液型B型。
京都府宇治市広野町出身。
趣味は漫画（特に『天才柳沢教授の生活』を好む）、ゲーム（特に『ドラゴンクエストシリーズ』のI〜XIなど）。特技はLINEスタンプ作り、サッカー。

スーパーかつ。（1993年8月1日 - ）（32歳）
ボケ担当。
本名、桂山 裕也（かつらやま ゆうや）。身長174 cm、体重70 kg。血液型B型。
三重県四日市市出身。四日市大学卒業。
趣味はドラクエ、サッカー、パチンコ。特技はフラッシュ暗算。

## 来歴
2016年、キタムラはプロダクション人力舎の養成所・スクールJCAに25期生として入学。同養成所を卒業後は、およそ5年間人力舎に所属し、トリオ「ぽんぽこりん」や、コンビ「翳りゆく部屋」として活動していた。2021年9月に「翳りゆく部屋」を解散し、人力舎を退所。翌2022年4月に吉本興業の養成所・NSCに東京校28期生として入学。
同時期、スーパーかつ。もNSC東京校に入学する。入学前は一般企業に就職し、名古屋港で荷役の現場監督を任されたこともあった。後にNSC大ライブTOKYO2023で優勝した際の会見では、入学した経緯や入学時期について「あまりお笑いに詳しい訳ではないけれど『俺おもろいしイケるだろ』という謎の自信があって、お笑いをやりたい気持ちがずっとあった。ただ、入学準備などの資金を工面するために、時間がかかってしまった」と述べている。
入学後は、それぞれ別のコンビやピン芸人として活動。キタムラがNSC在学中に組んでいたコンビ「焼きワッサン」は、M-1グランプリ2022でナイスアマチュア賞を受賞。同大会では3回戦まで進出し、3回戦敗退をもって解散。
「焼きワッサン」の解散に伴い、キタムラは新しい相方を探すため、同期に「誰かいい人はいないか」と声を掛けていた。その際、当時ピン芸人として活動していたスーパーかつ。を紹介され、同年10月にコンビ「江戸ベルト」を結成。コンビ名は、メンバーが共にサッカー部の出身だったことから、元ブラジル代表のサッカー選手・ゼ・ロベルトにちなんで付けた。
2023年2月、養成所の卒業ライブ「NSC大ライブTOKYO 2023」にて優勝。その年の東京校の首席となる。
同年4月より、神保町よしもと漫才劇場のオーディションメンバーとして活動し、同年10月に行われた「Jimbochoサバイバルバトル」の結果を受けて同劇場の所属メンバーとなった。
2025年1月30日をもって解散。

## 芸風
漫才もコントも行う。2023年2月に行われた「NSC大ライブTOKYO 2023」ではコントを披露したが、NSCの講師として同コンビのネタを見てきた石田明（NON STYLE）は、同大会終了後の会見にて「江戸ベルトは今日はコントをやりましたが、漫才もすごくいい塩梅です」と評した。

## 出囃子
- プッチモニ「ちょこっとLOVE」[21]

## 賞レース等での成績
- 2023年 - NSC大ライブTOKYO 2023 - 優勝[15]
- 2023年 - UNDER5 AWARD 2023 - 3回戦進出[22]
- 2023年 - キングオブコント2023 - 1回戦敗退[23]
- 2023年 - M-1グランプリ2023 - 1回戦敗退[1]
- 2024年 - UNDER5 AWARD 2024 - 3回戦進出[24]
- 2024年 - M-1グランプリ2024 - 2回戦進出[1]

## 出演

### テレビ
- ネタパレ（フジテレビ、2023年9月8日[25]）

### ウェブテレビ
- 有田ジェネレーション（Paravi、2023年5月30日[26]）

## ライブ
- 2024年2月9日 - 殻を破りたい江戸ベルト（神保町よしもと漫才劇場）[27]